# ATR

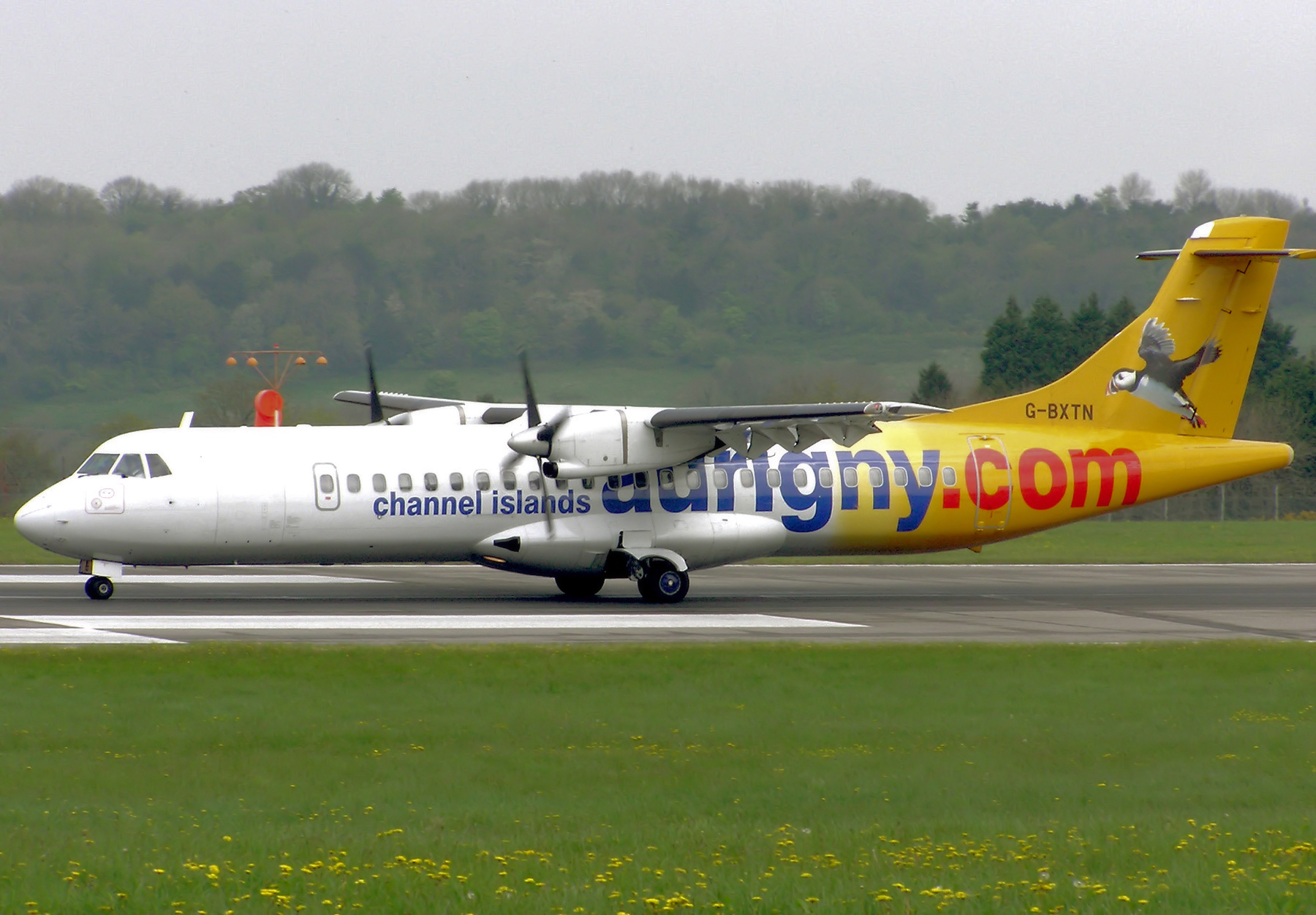
Chiếc ATR 72-200 của Hãng Dịch vụ Hàng không Aurigny tại sân bay Bristol

Nhà sản xuất máy bay Ý-Pháp Avions de Transport Régional (ATR) được thành lập năm 1981, từ consortium do Aérospatiale của Pháp (hiện nay là Airbus) và Aeritalia (hiện là Alenia Aeronautica), của Ý thành lập.

## Máy bay
ATR 42 và ATR 72 là hai kiểu máy bay do ATR sản xuất. Những kiểu đó là các máy bay chở khách tầm ngắn loại nhỏ hai động cơ tuốc bin cánh quạt. ATR 42 có thể chở tới 60 hành khách, trong khi ATR chở 72 tới 90 khách. Cả hai máy bay đều có đội bay hai người.
ATR 42 là phiên bản ban đầu và được thông báo năm 1981, thực hiện chuyến bay đầu tiên ngày 16 tháng 8 năm 1984; Pháp và Italia đã đồng ý (chứng nhận) cho nó vào tháng 9, 1985 và chuyến bay thương mại đầu tiên thực hiện tháng 12, 1985.
ATR 72 là chiếc ATR 42 căn bản được kéo dài thêm 4,5 m (14 ft 9 in) với những sửa đổi ở cánh, động cơ mạnh hơn, dung tích chứa nhiên liệu lớn hơn và các kích thước khác lớn hơn so với ATR 42. ATR 72 được thông báo năm 1985 Triển lãm hàng không Paris và thực hiện chuyến bay đầu tiên ngày 27 tháng 10 năm 1988. Đúng một năm sau đó, ngày 27 tháng 10 năm 1989, hãng KarAir của Phần Lan trở thành công ty đầu tiên đưa loại máy bay này vào sử dụng.
Tháng 4, 2000, ATR chuyển giao chiếc ATR thứ 600, một chiếc ATR 72-500 cho Air Dolomiti. Các hãng hàng không sử dụng loại máy bay này gồm Air New Zealand, Alitalia, Czech Airlines, JAT Airways, LOT Polish Airlines, Olympic Airlines, TAROM, Vietnam Airlines và Thai Airways International.

## Các vụ tai nạn
- Chuyến bay 4184 của Hãng Hàng không American Eagle
- Ngày 6 tháng 8 năm 2005, một chiếc ATR 72 bay từ Bari, Ý, tới Djerba, Tunisia, đã lao xuống Biển Địa Trung Hải cách thành phố Palermo 18 dặm, trong khi hạ cánh khẩn cấp xuống biển, làm thiệt mạng 16 trong 39 người trên khoang. Chiếc máy bay này thuộc Tuninter, một chi nhánh của Tunisair, công ty hàng không quốc gia Tunisia. Nguyên nhân của vụ tai nạn là thiếu nhiên liệu, một lý do nữa là sự lắp đặt sai những đồng hồ báo hiệu nhiên liệu.

## Các địa điểm sản xuất
Các nhà máy sản xuất của Alenia Aeronautica tại Pomigliano gần Napoli, Ý, sản xuất thân và phần đuôi. Cánh máy bay được lắp ráp tại EADS Sogerma Services ở Bordeaux phía nam nước Pháp của Airbus Pháp. Lắp ráp hoàn thành, bay thử, chứng nhận và chuyển giao thuộc trách nhiệm của ATR tại Toulouse, Pháp.
Một số phần của thân chính của ATR được sản xuất tại Nhà máy hàng không Thiểm Tây, Xian, Trung Quốc.

## Các biến thể
Có bốn biến thể của ATR 72:

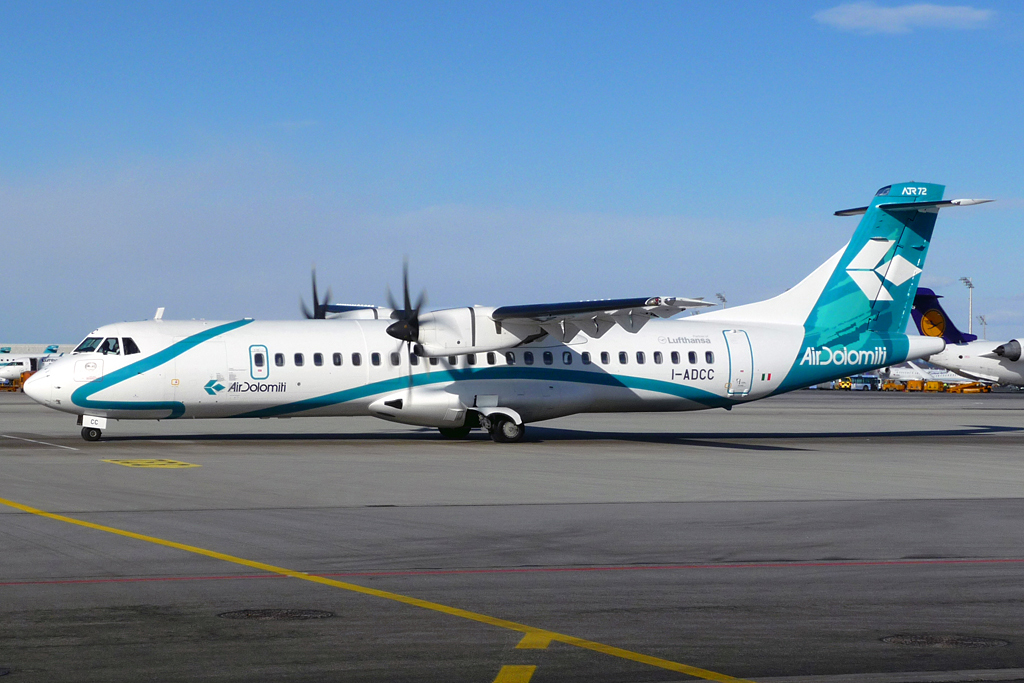
ATR 72-500, Air Dolomiti

- ATR 72-200, phiên bản sản xuất đầu tiên
- ATR 72-210, với các động cơ được cải tiến
- ATR 72-500, tên ban đầu là ATR 72-210A, với trọng lượng lớn và tính năng bay được cải thiện hơn.
- ATR 72 chở hàng đầu tiên với cửa xếp hàng rộng được ra mắt tại Farnborough 2002.

## Những lần giao hàng
Tới tháng 3 năm 2003, 685 chiếc ATR 42 và 306 chiếc ATR 72 đã được đặt hàng. Trong số đó 655 chiếc đã được chuyển giao. Có 109 công ty sử dụng ATR (ATR 42 và ATR 72) ở 72 nước.

## Đặc điểm kỹ thuật
Đặc điểm kỹ thuật ATR 42 là của loại ATR 42-500.
- Đội bay: 2 (Cơ trưởng (Captain) + Lái phụ (First Officer)
- Sức chứa:
  - ATR 42: 48 tiêu chuẩn, 60 tối đa
  - ATR 72: tối đa 74
- Tốc độ tối đa: ATR 72: 275 knots (509 km/h)
- Tốc độ tiết kiệm xăng: ATR 42: 556 km/h
- Tầm bay:
  - ATR 42: 2.965 km
  - ATR 72: 910 hải lý (1.685 km)
- Sải cánh:
  - ATR 42: 24,57 m
  - ATR 72: 27,1 m (88 ft 9 in)
- Diện tích cánh: ATR 42: 54,5 m²
- Dài:
  - ATR 42: 22,67 m
  - ATR 72: 27,2 m (89 ft 2 in)
- Cao:
  - ATR 42: 7,59 m
  - ATR 72: 7,7 m (25 ft 2 in)
- Hàng/hành lý: ATR 72: 10,6 m³ (375 ft³)
- Trọng lượng cất cánh tối đa:
  - ATR 42: 18.700 kg
  - ATR 72: 21.500 kg
- Động cơ:
  - ATR 42: Pratt & Whitney Canada PW127E (1.790 kW) × 2
  - ATR 72-202: Pratt & Whitney Canada PW124 (2400shp) × 2
  - ATR 72-212: Pratt & Whitney Canada PW127 (2750shp) × 2

## Thực tế và các thông tin khác
- Hành khách lên máy bay bằng cửa phía sau (rất hiếm thấy ở máy bay chở khách) vì cửa trước được dùng để xếp hàng hoá.
- Cần lắp đặt bộ phận chống đuôi khi hành khách xuống và lên để ngăn mũi máy bay bị hếch lên.
- Liên doanh có 570 nhân công. Giám đốc điều hành Filippo Bagnato.